# 岩田専太郎
岩田 専太郎（いわた せんたろう、旧字体：專太郞、1901年6月8日 - 1974年2月19日）は、日本の画家、美術考証家。連載小説の挿絵を多く手がけ、数多くの雑誌・書籍の表紙で「専太郎張り」と呼ばれる画風の美人画を発表した。昭和の挿絵の第一人者として知られる。妹は女優の湊明子。

## 人物・来歴

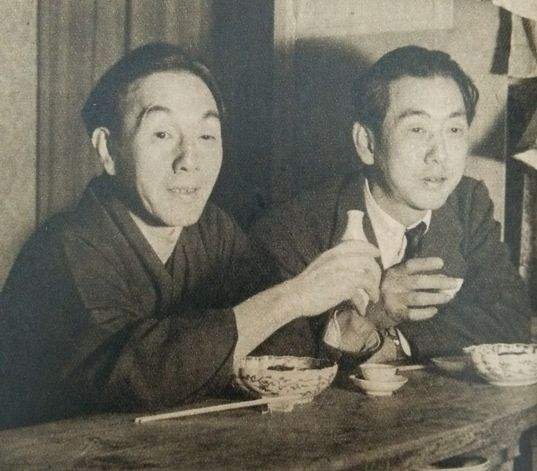
成瀬巳喜男（右）とともに（1949年）

1901年（明治34年）6月8日、東京市浅草区黒船町（現在の東京都台東区寿）に生まれる。生家は印刷業で、版木の名人と言われた父方のおじや絵双紙屋のおばがいるという環境だった。幼い頃から絵が好きで画才を示し、妹の湊明子の回想では、彼女が尋常小学校に入学したときに講堂に兄の絵が飾られていたという。
旧制尋常小学校卒業後、菊池契月、伊東深水に師事する。この間、家族は父の仕事の都合で専太郎を残して京都に転居していた。
1919年（大正8年）、十代後半から『講談雑誌』（博文館）で挿絵を発表しはじめる。1923年（大正12年）9月1日の関東大震災で被災し、大阪に転居。中山太陽堂の経営する広告出版社プラトン社の専属画家となる。同年創刊の『女性』（小山内薫編集）、翌年創刊の『苦楽』（直木三十五、川口松太郎ら編集）で、永井荷風らの連載小説の挿絵を描く。岩田専太郎、志村立美と小林秀恒は、挿絵界の「三羽烏」。
1926年（大正15年）には東京に戻り、同市滝野川区田端476番地（現在の北区田端）に転居する。この界隈は「田端文士村」と呼ばれた町で、すぐ後には隣に川口松太郎が引っ越してきている。同年『大阪毎日新聞』に吉川英治が連載した『鳴門秘帖』に挿絵を描いて評判を呼び、「モダン浮世絵」と呼ばれた。
1937年（昭和12年）、映画監督山中貞雄の遺作となった四代目河原崎長十郎主演の映画『人情紙風船』（P.C.L.映画作品）の美術考証を手がけた縁で、1939年（昭和14年）、山中の遺した原案をもとに梶原金八が脚本を書き、河原崎が主演し、山中の助監督だった萩原遼が監督した映画『その前夜』（東宝映画京都撮影所作品）の美術考証を手がける。1945年（昭和20年）に陸軍報道部の命により日本画『神風特攻隊基地出発』を製作した。戦争末期には、妹の知人の故郷がある岩手県に妹と疎開し、食糧に窮した際には、頼って疎開してきた舞踊家の花柳徳兵衛と一座を組んで村々を慰問し、花柳の踊りを岩田が解説する（他に妹が衣装係）という出し物で訪問先から食糧を得た。終戦直後に妹と帰京すると、長谷川一夫宅に身を寄せた。

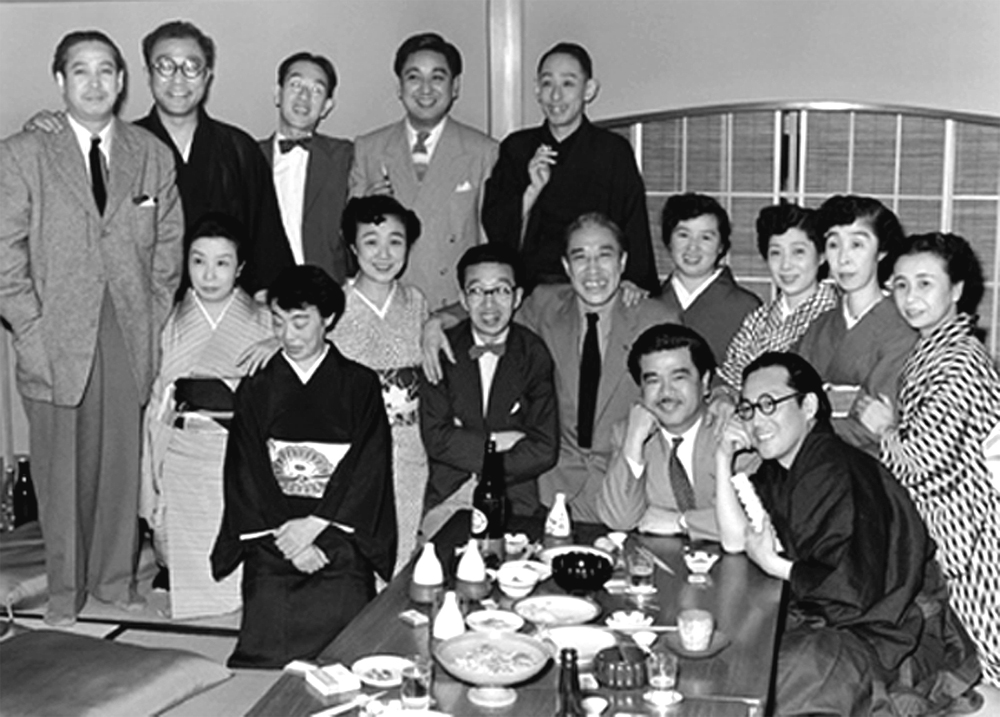
「三十路会」の会合。後列左から、島田正吾、中野實、岩田専太郎、長谷川一夫、十四代目守田勘彌。中列左から、中野夫人、島田夫人、辰巳夫人、大江良太郎、伊志井寛、林夫人、長谷川夫人、伊志井夫人、岩田夫人。前列左から、林弘高、辰巳柳太郎。（1953（昭和28年 ））

1954年（昭和29年）、表紙絵及び挿絵が評価され、第2回菊池寛賞を受賞。

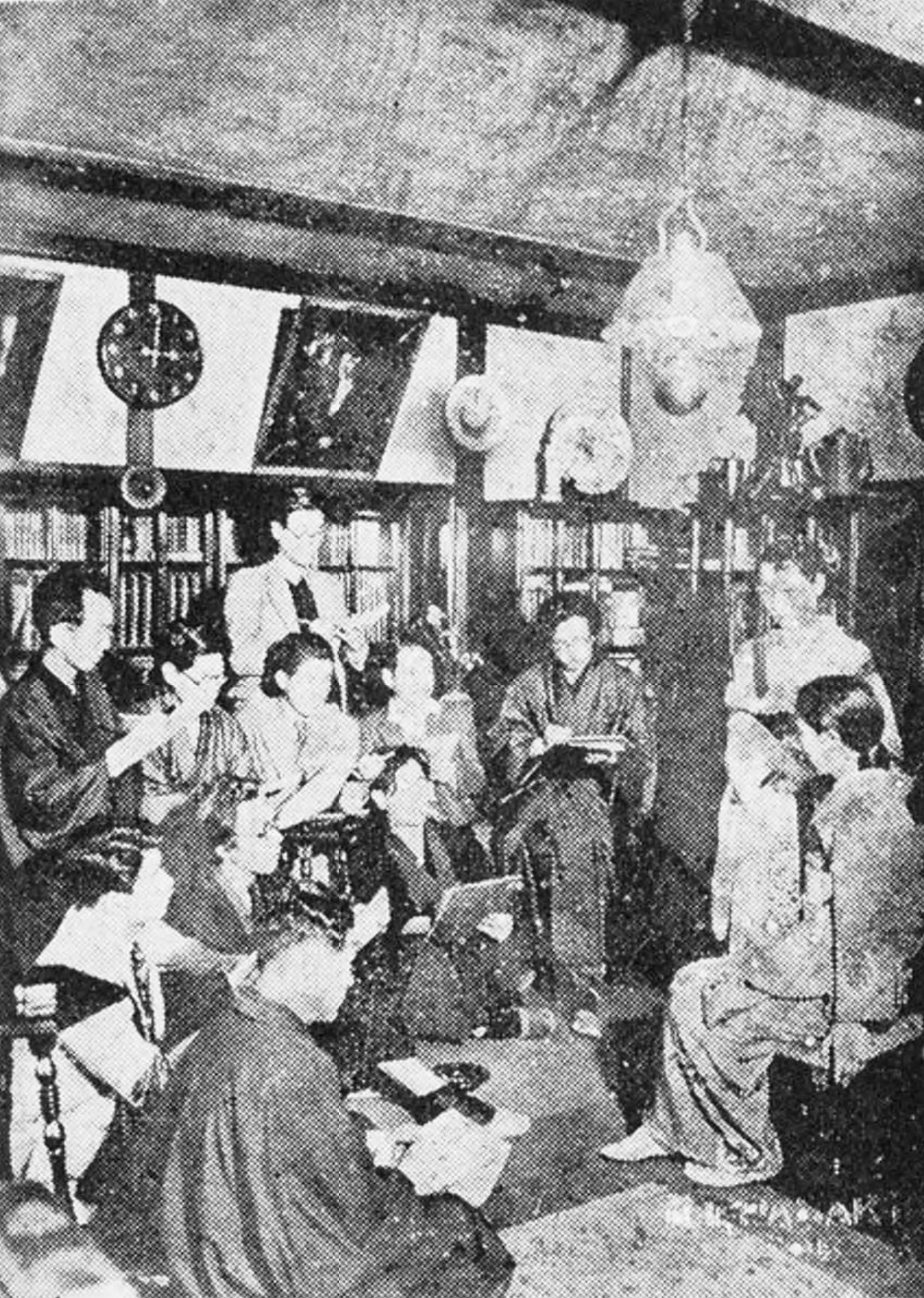
岩田専太郎邸アトリエでデッサンをする挿絵画家たち。前列手前から：富永謙太郎、小林秀恒、山口将吉郎、岩田専太郎。二段目手前から：明石精一、高木清、林唯一、須藤重、玉井徳太郎、最奥は伊勢良夫。

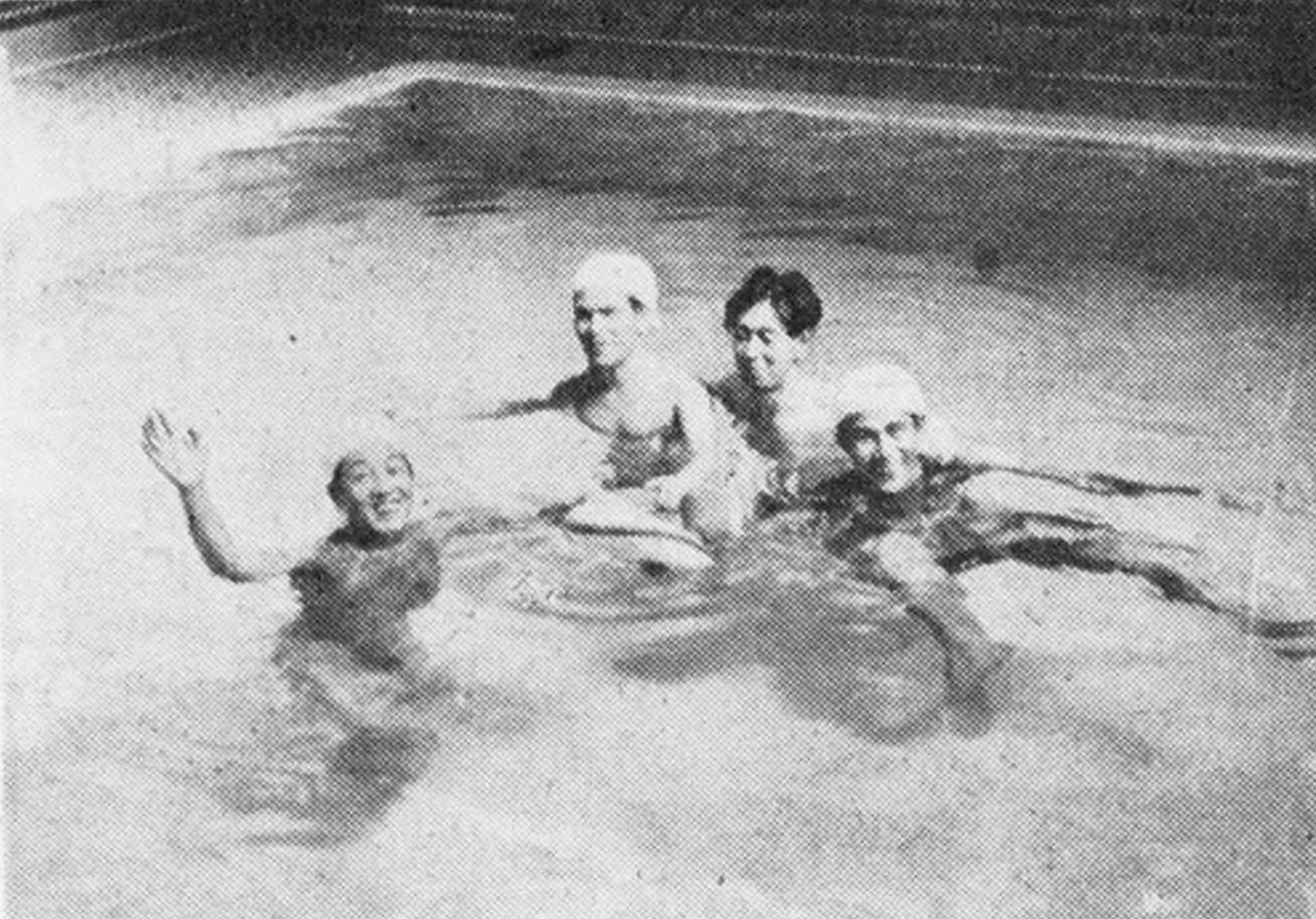
湯河原温泉における4人の挿絵画家。左から志村立美、富永謙太郎、岩田専太郎、小林秀恒。（1956年）

1974年（昭和49年）2月19日に死去。72歳だった。

## 主な作品

### 絵画

#### 美術館収蔵品
- 「小休止」[10]（1944年）（東京国立近代美術館）
- 「特攻隊内地基地を進発す(二)」[11]（1945年）（東京国立近代美術館）

#### 挿絵
- 吉川英治『鳴門秘帖』（1924年）
- 大佛次郎『赤穂浪士』（1924年）
- 三上於菟吉『日輪』（大阪毎日新聞、1926年）
- 江戸川乱歩『魔術師』（講談倶楽部、1930年）
- 川口松太郎『蛇姫様』 （矢貴書店出版部、1946年）
- 笹沢左保『木枯し紋次郎股旅シリーズ』（講談社、1971年-1973年、連載時の最終2話は岩田でなく野口昂明）
- 松本清張『西海道談綺』（週刊文春、1971年-1974年、連載途中で岩田死去）

#### 版画
- 「雪」 木版画
- 「もの想い」 木版画
- 「稽古がえり」 木版画

#### LPレコードジャケット
- 現代浪曲シリーズ／笹沢左保原作 木枯し紋次郎 赦免花は散った 東洋朝日丸 （キングレコード、1971年）

#### 画集
- 『岩田専太郎画集 おんな』 （毎日新聞社、1971年）
- 『三百年のおんな』 （毎日新聞社、1973年）
- 『岩田専太郎名作画集』 （毎日新聞社、1974年）
- 『岩田専太郎さしえ画集』 （毎日新聞社、1976年）
- 『岩田専太郎の世界』 毎日グラフ デラックス別冊（毎日新聞社）
  - I 色は匂へと （1977年10月）
  - II 瞳 （1977年11月）
  - III 髪 （1977年12月）
  - IV 装い （1978年1月）

### 随筆
- 『溺女伝』 （読売新聞社、1964年）
- 『女・おんな・女』 （講談社、1966年）
- 『わが半生の記』 （家の光協会、1972年）
- 『私の履歴書 芸術家の独創』、田河水泡・土門拳・横尾忠則と共著、日本経済新聞出版社、日経ビジネス人文庫、2008年1月7日 ISBN 4532194342

### 時代考証
- 『人情紙風船』（山中貞雄監督、1937年、P.C.L.映画）- 美術考証
- 『その前夜』（萩原遼監督、1939年、東宝京都）- 美術考証
- 『歌女おぼえ書』（清水宏監督、1941年、松竹大船）- 考証
- 『すみだ川』（井上金太郎監督、川口松太郎原作、1942年、松竹大船）- 美術考証
- 『血槍富士』（内田吐夢監督、井上金太郎原作、1955年、東映京都）- 衣裳考証
- 『赤穂浪士 天の巻地の巻』 （松田定次監督、大佛次郎原作、1956年）、東映京都）- 色彩担当
- 『日本橋』（市川崑監督、1956年、大映東京）- 色彩指導、時代考証
- 『流れる』（成瀬巳喜男監督、1956年、東宝）- 衣裳考証
- 『いとはん物語』（伊藤大輔監督、1957年、大映東京）- 美術考証